# Tagesausflug

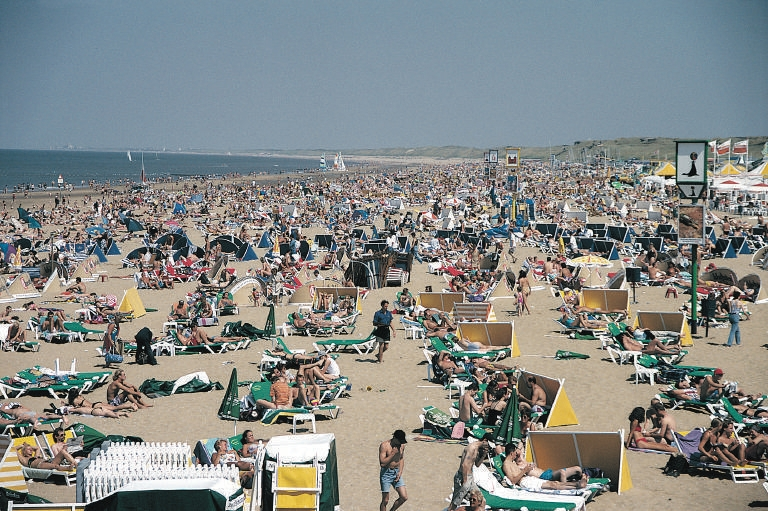
Strandbesucher in den Niederlanden, ein klassischer Tagesausflug

Als Tagesausflug (oder Tagestour) ist im Reisewesen ein Ausflug ohne Übernachtung, welcher der Erholung und Freizeitgestaltung oder der Bildung dient.

## Allgemeines
Mit der Negativdefinition des Tagesausflugs wird jedes Verlassen des Wohnumfeldes beschrieben, mit dem keine Übernachtung verbunden ist und das nicht als Arbeitsweg oder Schulweg gilt, nicht als Einkaufsfahrt zur Deckung des täglichen Bedarfs dient (z. B. Lebensmitteleinkauf) und nicht einer gewissen Routine oder Regelmäßigkeit unterliegt (z. B. Freizeitsport, häufige Krankenhausbesuche, Arztbesuche, Behördengänge, Gottesdienstbesuche). Als Tagestourist bezeichnet man eine Person, die (im Gegensatz zu einem Übernachtungsgast) einen Ort, eine Region oder eine Sehenswürdigkeit für lediglich einen Tag oder auch nur stundenweise besucht, ohne hier zu übernachten. Der Definition des Duden zufolge wird hiermit ein „Tourist für die Dauer eines Tages“ beschrieben.

## Arten
Zu den Tagesausflügen gehören fremdorganisierte oder selbstorganisierte Ausflüge ausschließlich mit privatem Motiv wie Butterfahrten, Kaffeefahrten, Museumsbesuche, Radwandern, Rundreisen, Sightseeing, Städtereisen oder Wandertouren, die nicht länger als einen Tag dauern.
In Deutschland gilt folgendes: Eine vom Wohnort aus gebuchte Tagesreise gilt als Bestandteil einer Reise, ist aber gemäß § 651a Abs. 5 Nr. 2 BGB keine Pauschalreise. Der Tagesausflug wird dagegen auch vom Reiseziel aus durchgeführt und kann deshalb auch Bestandteil einer Pauschalreise sein.

## Statistik
Der Tagestourismus stellt mittlerweile mit den meisten Einzelbesuchern in Deutschland die überwiegende Reiseart des Tourismus dar. Nach Zahlen der IHK Hannover gaben 2011 in Deutschland 2,84 Milliarden Tagesausflügler mit durchschnittlich 28 Euro insgesamt (brutto) etwa 79,5 Mrd. Euro aus und 564 Millionen Tagesgeschäftsreisende 14,2 Mrd. €. Auch andere Erhebungen gehen von einer Wertschöpfung zwischen 20 und 30 € je Tagestourist aus. Die Stadt Berlin hat im Schnitt der letzten Jahre mit 132 Mill. Tagesgästen sogar eine Wertschöpfung von 32,50 Euro je Besucher ermittelt. Die Zahlen werden i. d. R. durch eine repräsentative Befragung im Quellgebiet (Befragung am Wohnort) erhoben. Anlass für einen Tagesaufenthalt sind oftmals die Besichtigung lokaler Attraktionen oder Sehenswürdigkeiten, der Besuch von Sport- und Freizeiteinrichtungen, Museen, kulturellen Veranstaltungen wie Musicals, Oper/Operetten, Konzert- und Theateraufführungen oder lediglich ein Aufenthalt zum Shoppen in den Geschäften der Stadt.
Ein weiterer Anlass für Tagesbesuche sind wirtschaftliche Gründe. Etwa ein Viertel bis ein Drittel der Tagestouristen sind Geschäftsreisende, die entweder Kontakte mit Geschäftspartnern vor Ort unterhalten, Handelsmessen, Kongresse oder Ausstellungen besuchen oder als Handelsvertreter auf Reisen sind.
International gaben 26,7 % aller Befragten an, dass der Besuch von Verwandten oder Freunden der Hauptanlass für Tagesreisen sei, für 22,3 % war die Erholung ausschlaggebend, 10,6 % unternehmen eine Fahrt ins Blaue, 9,3 % besichtigten Attraktionen, 8,6 % nutzten die Reise für einen Einkaufsbummel und 7,4 % besuchten Veranstaltungen (wie Konzerte).